# Tiszaroff, Jász-Nagykun-Szolnok
Tiszaroff  este un sat în districtul Kunhegyes, județul Jász-Nagykun-Szolnok, Ungaria, având o populație de 1.685 de locuitori (2011). 

## Demografie
Componența etnică a satului Tiszaroff
     Maghiari (88,6%)
     Romi (10,91%)
     Necunoscut (0,24%)
     Germani (0,24%)
     Alții (0,24%)
Componența confesională a satului Tiszaroff
     Reformați (29,67%)
     Romano-catolici (26,35%)
     Fără religie (23,09%)
     Necunoscută (20,3%)
     Alte religii (1,36%)
Conform recensământului din 2011, satul Tiszaroff avea 1.685 de locuitori. Din punct de vedere etnic, majoritatea locuitorilor (88,6%) erau maghiari, cu o minoritate de romi (10,91%). Apartenența etnică nu este cunoscută în cazul a 0,24% din locuitori. Nu există o religie majoritară, locuitorii fiind reformați (29,67%), romano-catolici (26,35%) și persoane fără religie (23,09%). Pentru 20,3% din locuitori nu este cunoscută apartenența confesională.